# Bulbophyllum gemma-reginae
Bulbophyllum gemma-reginae är en orkidéart som beskrevs av Jaap J. Vermeulen. Bulbophyllum gemma-reginae ingår i släktet Bulbophyllum och familjen orkidéer. Inga underarter finns listade i Catalogue of Life.